# Hongdu GJ-11
El Hongdu GJ-11 Sharp Sword (chino :攻击-11 利剑; pinyin: gongji-11 lì jiàn, en español: "Espada afilada") es un vehículo aéreo de combate no tripulado desarrollado en la República Popular China para el Ejército Popular de Liberación de China. Fue diseñado por el Shenyang Aircraft Design Institute y Hongdu Aviation Industry Group (HAIG), siendo este último el fabricante. El GJ-11 también puede realizar reconocimiento aéreo.